# Wanted Dread And Alive
Wanted Dread And Alive é um álbum de Peter Tosh. 
Ele foi lançado em 1981 em duas versões diferentes, uma para os EUA (EMI América) e um para a Europa (Rolling Registros Stones). Relançado pela Capitol em 2002, com faixas bônus. O primeiro single do álbum foi o dueto com uma cantora americana, Gwen Guthrie "Nothing But Love".
Wanted Dread and Alive foi destaque no filme "Pineapple Express, estrelado por Seth Rogen e James Franco.